# Richard Stebbins
Richard Vaughn Stebbins (né le 14 juin 1945) est un ancien athlète américain, spécialiste du sprint. Il remporte la médaille d'or du relais 4 × 100 m lors des Jeux Olympiques d'été de Tokyo en 1964 en transmettant le témoin avec six mètres de retard à Bob Hayes, le dernier relayeur.
Aux Jeux de Tokyo de 1964, il finit septième aux 200 mètres et court le relais 4 × 100 mètres en tant que troisième relayeur dans l'équipe américaine, qui établira le nouveau record du monde à 39,0 secondes.

## Biographie
Stebbins a été élevé dans sa ville natale, Los Angeles, puis est allé à l'Université d'État de Grambling, dans laquelle il pratiqua le football et le sprint. Après son cursus universitaire, il a été recruté par les Giants de New York en 1967.
Stebbins est ensuite devenu un professeur de sciences sociales au collège de Mayfield Woods, à Ekrydge, dans le Maryland. Il commença cette carrière avec l'année scolaire 1991-1992, jusqu'à sa retraite après l'année 2010-2011.